# Tårs
Tårs (även: Taars) är en tätort i Hjørrings kommun i Region Nordjylland i Danmark. Tätorten har 1 852 invånare (2024). Den ligger på ön Vendsyssel-Thy, cirka 11 kilometer sydost om Hjørring.